# Ursula Bright
Ursula Mellor Bright o Ursula Mellor (5 de juliol de 1835 - Kensington, 5 de març de 1915) va ser una activista britànica dels drets a la propietat de les dones casades.

## Vida
Brght va néixer en 1835. El seu pare, el seu germà i el seu avi, Frederick Pennington, van destacar pel seu suport als drets de les dones. El 1855 es va casar amb Jacob Bright, que era membre del Parlament per a Manchester. Ella i el seu marit van ser membres fundadors de la Societat de Manchester per al sufragi femení (Manchester Society for Women's Suffrage) el 1867.
Quan l'Associació nacional de dones per a la revocació de les lleis de malalties contagioses (Ladies National Association for the Repeal of the Contagious Diseases Acts) es va formar el 1869, Bright era membre fundadora. Esdevingué la tresorera del Comitè de la propietat de les dones casades (Married Women's Property Committee) i va romandre activa fins que es va aprovar la Llei sobre la propietat de les dones casades de 1882 (Married Women's Property Act 1882). Aquesta va ser una llei que va donar a les dones el dret de controlar la seva propietat. Això va ser important, ja que Bright va considerar que s'hauria de requerir el vot útil de les dones casades per aprovar aquesta llei.
Se li atribueix la garantia de que es va aprovar la Llei sobre el govern local de 1894 (Local Government Act 1894) que va donar el vot a les dones en les eleccions locals. També va permetre que les dones es poguessin presentar com a regidores de parròquia o districte. La seva única filla, Esther Bright, estava interessada en la teosofia. Ursula no era una teòsofa, però va donar a Annie Besant, que era amiga de la seva filla, £ 3,000 per a la seva causa.
Bright va morir a casa seva a Kensington el 1915, on havia patit una artrosi durant un temps. La seva biògrafa, Elizabeth Crawford, va assenyalar que els seus obituaris amb prou feines esmentaven el seu treball de campanya perquè la seva artrosi l'havia impedit involucrar-se amb el moviment del sufragi femení.